# الهاجس (مسلسل)
الهاجس. مسلسل عراقي، من إخراج صلاح كرم، وتأليف صباح عطوان.

## الممثلون
- هند كامل.
- فريال كريم.
- أزهار حمودي.
- جلال كامل.
- جواد الشكرجي.
- جاسم شرف.
- عبد الخالق المختار.
- مي جمال.
- فاطمة الربيعي.
- آسيا كمال.
- إنعام الربيعي.
- فاضل جاسم.[1]
- سامي قفطان
- عز الدين طابو
- خليل الرفاعي
- حياة حيدر
- مقداد عبد الرضا
- ابتسام فريد
- حكيم جاسم
- سهير أياد